# Мелинда Метц
Мелинда Метц (на английски: Melinda Metz) е американска писателка на произведения в жанра научна фантастика, трилър, фентъзи и детска литература.

## Биография и творчество
Мелинда Кук Метц е родена на 7 март 1962 г. в Сан Хосе, Калифорния, САЩ. Завършва специалност английски език в Университета на Калифорния.
След дипломирането си се мести в Манхатън. За да се издържа работи в магазин за хранителни стоки и редактира книги. Като редактор се сраща във фирмата с писателката Лора Бърнс, с която в бъдеще стават приятелки и партньори.
Местят се в Лос Анджелис, за да работят по сериала „Розуел“. За кратко живеят и в Торонто, докато участват в работата по сериала „1-800-Missing“.
През 1998 г. е издаден първият ѝ роман „The Outsider“ от поредицата „Роузел“. По поредицата през 2002 г. е направен пилотният епизод от сериала „Роузел“.
Друга известна нейна поредица е „Отпечатъци от пръсти“, в която главна героиня е момиче четящо мисли по оставените пръстови отпечатаци.
Мелинда Метц живее със семейството си в Конкорд, Северна Каролина.

## Произведения

### Самостоятелни романи
- Raven's Point (2004)
- Sanctuary Bay (2016) – с Лора Бърнс

### Серия „Роузел“ (Roswell High)
- The Outsider (1998)
- The Wild One (1998)
- The Seeker (1998)
- The Watcher (1999)
- The Intruder (1999)
- The Stowaway (2000)
- The Vanished (2000)
- The Rebel (2000)
- The Dark One (2000)
- The Salvation (2000)

### Серия „Сладките шестнайсет“ (Sweet Sixteen)
1. Julia (2000)
2. Lucy (2000) с Джесика Баронди
3. Kari (2000) – с Либра Брей
4. Trent (2000) – с Даниъл Паркър
5. Marisa (2000)
6. Sunny and Matt (2000)

### Серия „Отпечатъци от пръсти“ (Fingerprints)
1. Gifted Touch (2001)
2. Haunted (2001)
3. Trust Me (2001)
4. Secrets (2001)
5. Betrayed (2001)
6. Revelations (2001)
7. Payback (2002)

### Серия „Райт и Уонг“ (Wright and Wong) – Лора Бърнс
1. The Case Of The Prank That Stank (2005)
2. The Case of the Nana-Napper (2005)
3. The Case of the Trail Mix-Up (2005)
4. The Case of the Slippery Soap Star (2005)

### Серия „Копнеж“ (Crave) – Лора Бърнс
1. Crave (2010)
2. Sacrifice (2011)

### Участие в общи серии с други писатели

#### Серия „Бъфи – убийцата на вампири“ (Buffy the Vampire Slayer)
- Tales of the Slayer, Vol. 2 (2003)
- Apocalypse Memories (2004) – с Лора Бърнс
- Colony (2005) – с Лора Бърнс

#### Серия „Евърууд“ (Everwood) – Лора Бърнс
1. First Impressions (2004)
4. Making Choices (2004)
6. Worlds Apart (2005)
7. Change of Plans (2005)
от серията има още 3 романа от Ема Харисън

### Екранизации
- 2002 „Роузел“, Roswell – ТВ сериал, 1 епизод
- 2003 Мъртвата зона – ТВ сериал, 1 епизод
- 2003 1-800-Missing – ТВ сериал, 1 епизод